# Salvatore Caporaso
vivi i tuoi giorni da più tempo, e taci
pur se d'intorno con carezza franca
zeffiro spira e il ciel brilla di faci;
[...]»
(A la mia musa, Salvatore Caporaso)
Salvatore Caporaso (Nola, 1890 – Chieti, 27 gennaio 1929) è stato un poeta e militare italiano.

## Biografia

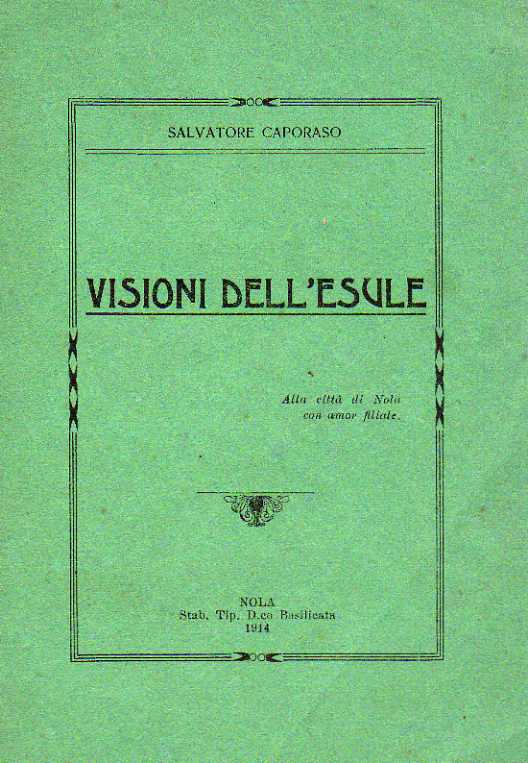
Visioni dell'esule, opera del 1914.

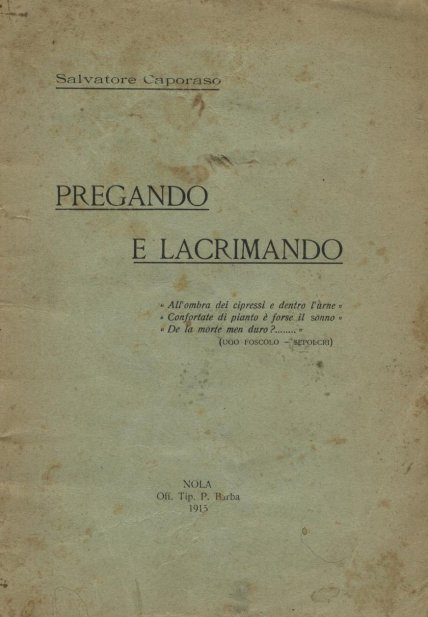
Pregando e lacrimando, opera del 1915.

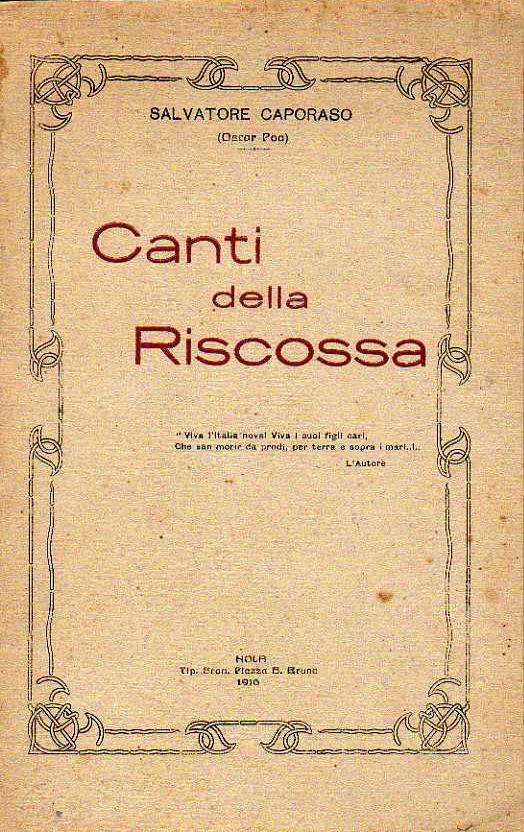
Canti della Riscossa, opera del 1916.

Sottotenente di complemento, prese parte al raid fatto dal Generale Tassoni nell'interno Cirenaico, e per la sua ardimentosa opera svolta in parecchie occasioni, venne nominato in servizio attivo permanente per merito di guerra. Fu promosso tenente nel 1915, capitano nel 1916 e nominato capitano commissario nel luglio 1924.
Ebbe al suo attivo tre campagne di guerra: una italo-turca e due della prima guerra mondiale. Fu decorato con la croce di cavaliere della Corona d'Italia, la Croce al Merito di Guerra, la medaglia della guerra libica, la medaglia della guerra nazionale e commemorativa dell'unità d'Italia, la medaglia di bronzo per il terremoto della Marsica, oltre ad un encomio solenne tributatogli dal comando della quarta divisione di fanteria nel 1916, sul fronte di guerra. Fu un Nastro Azzurro.
Morì di broncopolmonite a 39 anni. Ai funerali svoltisi a Chieti parteciparono numerose autorità civili e militari. Il giorno successivo i funerali, come era desiderio del poeta, la salma fu trasferita a Nola e fu sepolta accanto alla tomba della mamma.
Fu amico del poeta abruzzese Cesare De Titta che gli dedicò un epitaffio in latino.

## Opere
- Visioni dell'esule (versi) Nola, 1914
- Pregando e lacrimando (liriche) Nola, 1915
- Canti della riscossa (liriche) Nola, 1916
- Trilogia eroica (poesia) Catanzaro, 1924
- Dall'incudine alla lira (motivi lirici per i piccoli) Chieti, 1925